# Geoffrey Howe
Richard Edward Geoffrey Howe, Barão Howe de Aberavon CH PC QC Kt (20 de dezembro de 1926 - 9 de outubro de 2015), conhecido como Sir Geoffrey Howe, foi um político britânico.
Howe foi ministro do gabinete de Margaret Thatcher  segurando sucessivamente os cargos de Ministro das Finanças, Ministro dos Negócios Estrangeiros e, finalmente, líder da Câmara dos Comuns, Vice-Primeiro-Ministro e  Lorde presidente do Conselho. Sua renúncia em 01 de novembro de 1990 é amplamente considerado pela imprensa britânica para ter precipitado própria renúncia de Thatcher três semanas mais tarde.
Era casado com Elspeth Shand, tia de Camila do Reino Unido.
Howe morreu com a idade de 88 anos em 9 de outubro de 2015 após um ataque cardíaco.

## Títulos e estilos
- 1926-1964: Sr. Geoffrey Howe
- 1964-1965: Sr. Geoffrey Howe MP
- 1965-1966: Sr. Geoffrey Howe MP QC
- 1966-1970: Sr. Geoffrey Howe QC
- 1970: Sir Geoffrey Howe QC
- 1970-1972: Sir Geoffrey Howe MP QC
- 1972-1992: O Muito Honorável Sir Geoffrey Howe QC MP
- 1992-1996:O Muito Honorável o Barão Howe de Aberavon PC QC
- 1996-2015: O Muito Honorável o Barão Howe de Aberavon CH PC QC